# Ruszów (województwo dolnośląskie)

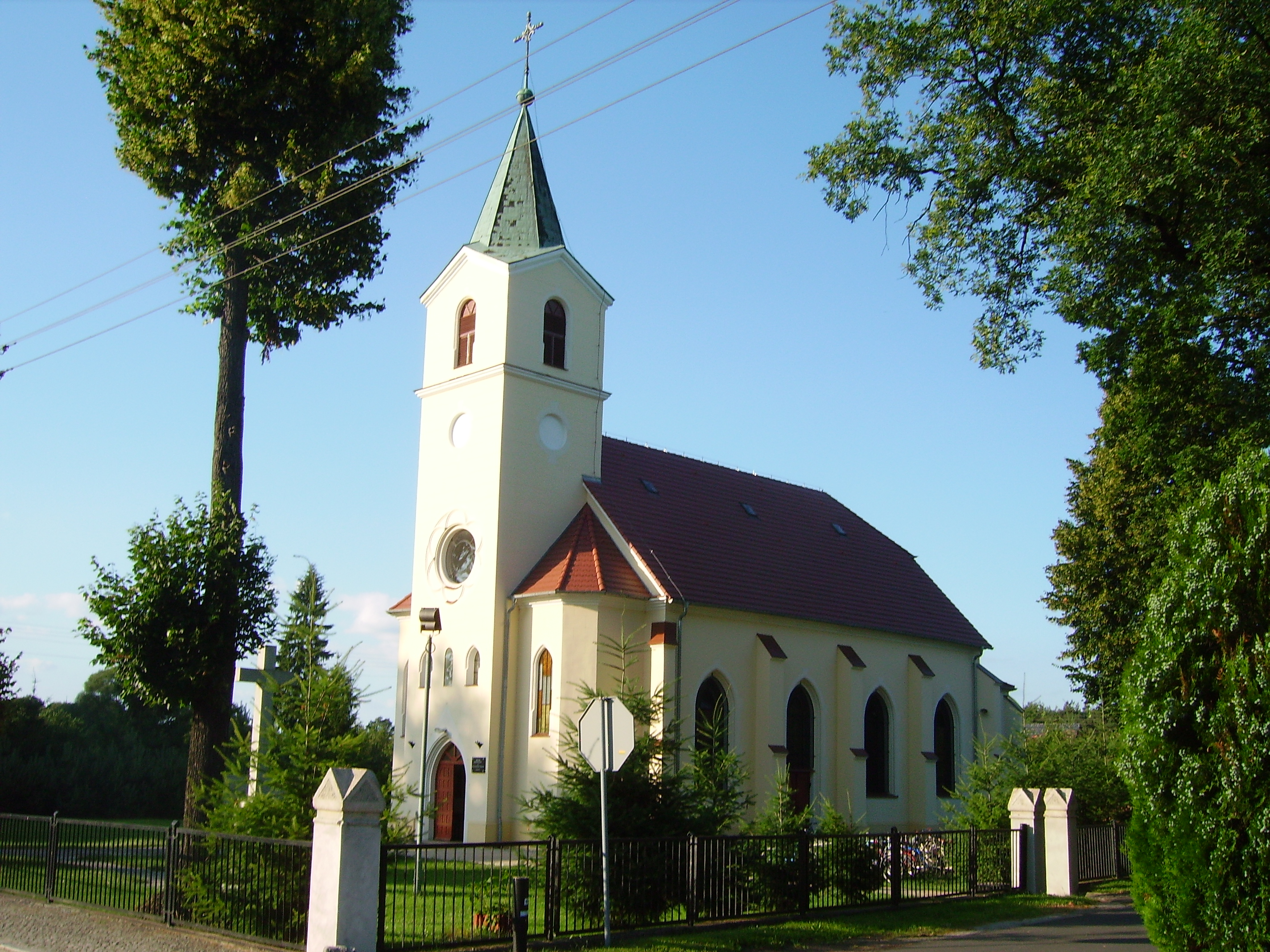
Kościół parafialny pw. Zmartwychwstania Pańskiego w Ruszowie

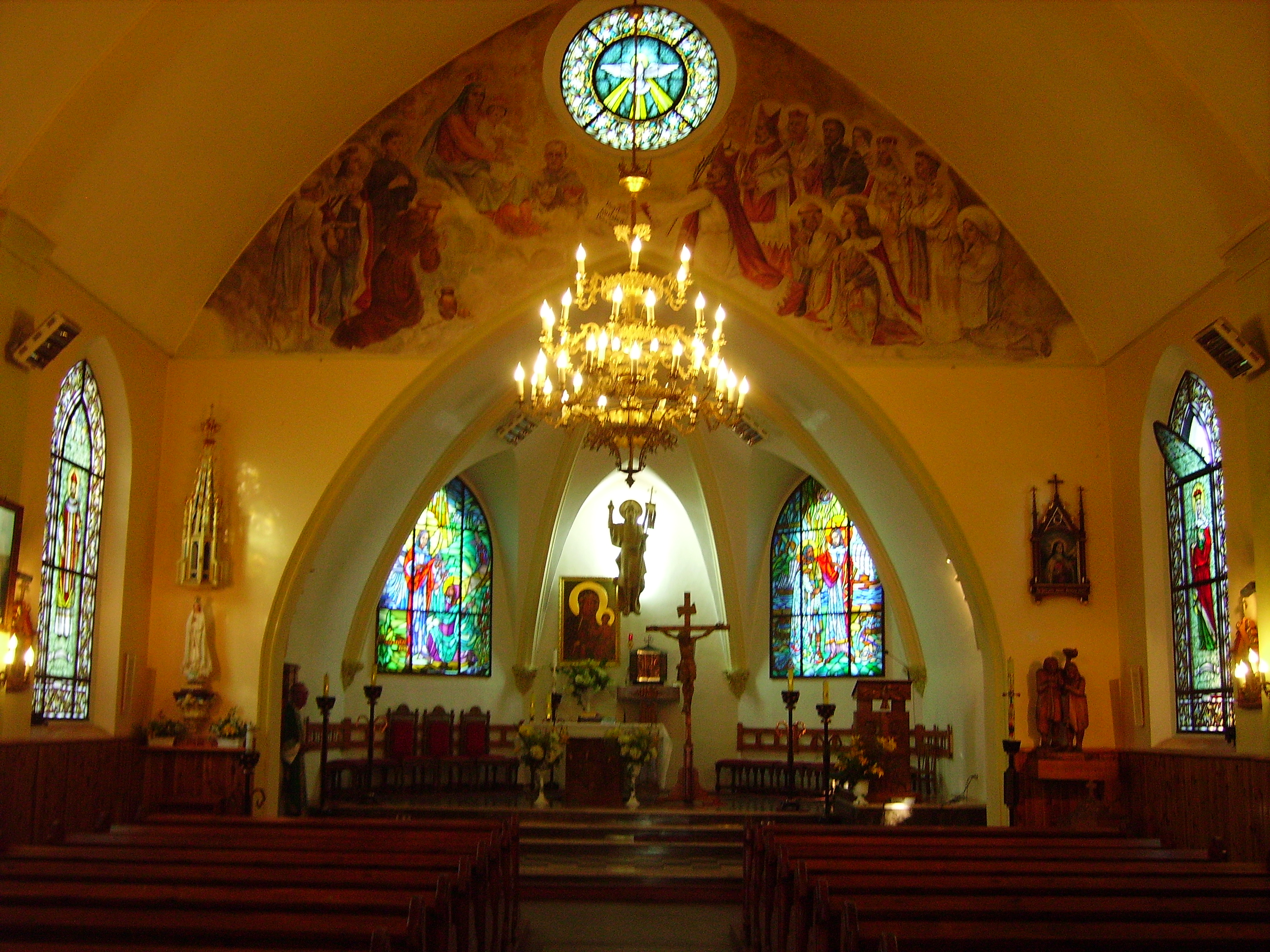
Ołtarz w kościele parafialnym pw. Zmartwychwstania Pańskiego w Ruszowie

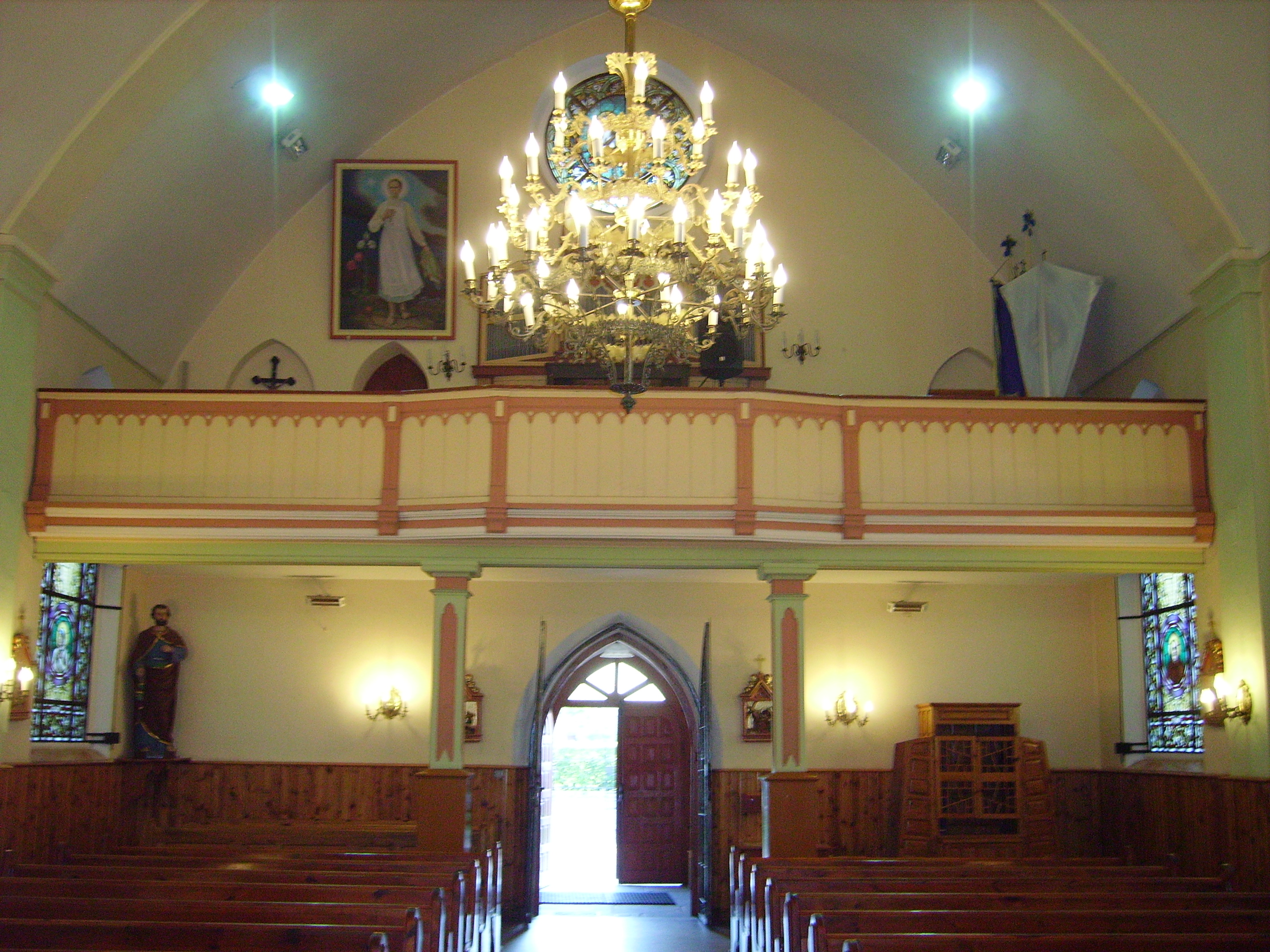
Chór w kościele pw. Zmartwychwstania Pańskiego w Ruszowie

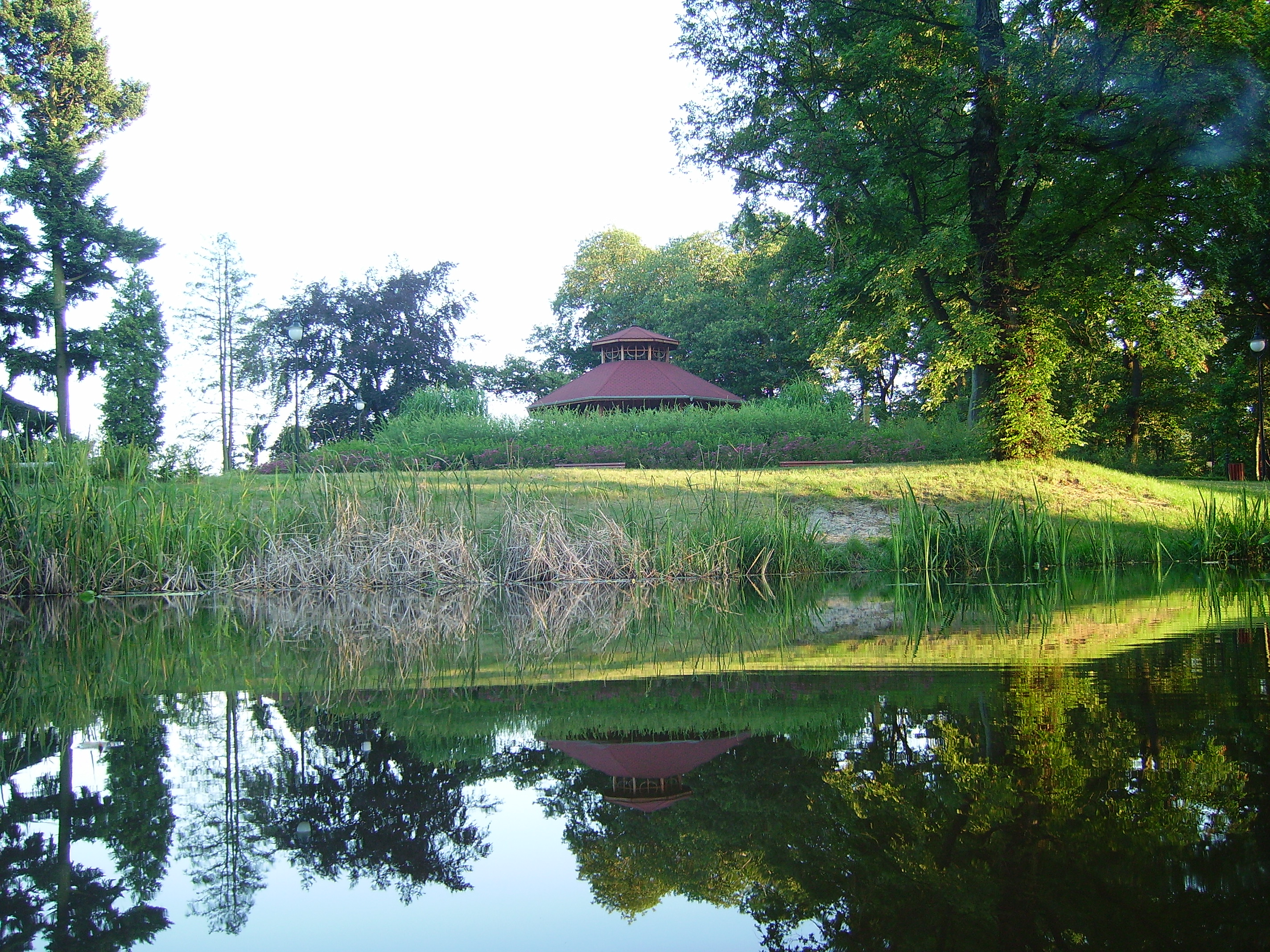
Park w Ruszowie

Ruszów (do roku 1945 niem. Rauscha) – wieś w Polsce położona w województwie dolnośląskim, w powiecie zgorzeleckim, w gminie Węgliniec.

## Podział administracyjny
W latach 1945–1954 siedziba gminy Ruszów. W latach 1975–1998 miejscowość administracyjnie należała do woj. jeleniogórskiego.

## Demografia
Według danych z 2009 roku miejscowość liczyła 1833 mieszkańców. Narodowy Spis Powszechny (III 2011 r.) wykazał 1818 mieszkańców, natomiast Narodowy Spis Powszechny Ludności i Mieszkań w 2021 roku wykazał 1555 mieszkańców. 

## Położenie
Historycznie leży w Łużycach, na skrzyżowaniu dróg wojewódzkich nr 350 i nr 296, nad rzeką Czerna Mała, na skraju Borów Dolnośląskich.

## Historia
Ruszów to położona w lasach miejskich Zgorzelca osada, wymieniona w źródłach już w połowie XIV wieku. Najstarsza pewna wiadomość o wsi pochodzi z 1438 roku. Pierwotnie Ruszów należał do rodziny von Penzig z Pieńska. W latach 1491–1492 miejscowość została kupiona przez radę miejską Zgorzelca. Od średniowiecza do przełomu XVII i XVIII w. we wsi działała kuźnica żelaza. W okresie wojny trzydziestoletniej Ruszów został spalony przez wojska szwedzkie. Wskutek zniszczeń liczba ludności zmniejszyła się o prawie 30%. W 1706 uruchomiono w Ruszowie hutę szkła, która początkowo współpracowała z hutą w Wymiarkach. W 1846 roku uruchomiono linię kolejową, która połączyła Ruszów z Iłową i Węglińcem. W 1854 roku zostaje powołane do życia Nadleśnictwo Ruszów obejmujące początkowo powierzchnię 10 139 ha. W kwietniu 1945 r. zorganizowany był tu szpital dla żołnierzy rozlokowanych oddziałów z 2 Armii Wojska Polskiego: 9. Dywizji Piechoty, 14. Brygada Artylerii Przeciwpancernej, rannych w czasie forsowania Nysy Łużyckiej. Przed wojną Ruszów rozwijał się bardzo prężnie. Liczył około 3,5 tys. mieszkańców. Wydawano w nim gazetę lokalną, działało 5 tartaków, znana na Dolnym Śląsku fabryka czekolady, 2 huty szkła, odlewnia żelaza, fabryka Leischmann – wówczas największy na Dolnym Śląsku zakład produkujący sklejki (pracowało w nim ponad 2,5 tys. osób) oraz fabryka mebli. Do tego klasztor i 3 szkoły.

## FiliaGroß-Rosen
W miejscowości znajdowała się filia obozu koncentracyjnego Groß-Rosen.

## Zabytki

### Obiekty wpisane do rejestru zabytków
Do wojewódzkiego rejestru zabytków wpisane są:
- kościół ewangelicki z XVI wieku z zachowaniem elementów z pocz. XV wieku, przebudowywany w 1590 i 1725, obecnie po odbudowie i renowacji. Jest to jednonawowy kościół ewangelicki wzniesiony w początkach XVI wieku, rozbudowywany na przełomie XVI i XVII w. Zniszczony w 1945 r. Do dziś zachowały się mury zewnętrzne, trójprzęsłowe sklepienia sieciowe wsparte na filarach przyściennych oraz szereg nagrobnych płyt renesansowych i barokowych. Obecnie trwają prace remontowe i renowacyjne, mające przystosować zabytkowy kościół do roli kaplicy przedpogrzebowej.
- kościół parafialny pw. Zmartwychwstania Pańskiego, neoklasycystyczny z 1908 roku

### Obiekty ujęte w ewidencji zabytków
| Lp. | Miejscowość | Obiekt               | Adres           | nr    | Rodzaj obiektu  |
| 1.  | Ruszów      | budynek mieszkalno - | II Armii WP     | 8     | dom mieszkalno- |
|     |             | gospodarczy          |                 |       | gospodarczy     |
| 2.  | Ruszów      | dom mieszkalny       | II Armii WP     | 10    | dom mieszkalny  |
| 3.  | Ruszów      | dom mieszkalny       | II Armii WP     | 12    | dom mieszkalny  |
| 4.  | Ruszów      | dom mieszkalny       | II Armii WP     | 18    | dom mieszkalny  |
| 5.  | Ruszów      | dom mieszkalny       | II Armii WP     | 22    | dom mieszkalny  |
| 6.  | Ruszów      | dom mieszkalny       | Dworcowa        | 1     | dom mieszkalny  |
| 7.  | Ruszów      | dom mieszkalny       | Dworcowa        | 3     | dom mieszkalny  |
| 8.  | Ruszów      | dom mieszkalny       | Dworcowa        | 4     | dom mieszkalny  |
| 9.  | Ruszów      | dom mieszkalny       | Dworcowa        | 7     | dom mieszkalny  |
| 10. | Ruszów      | budynek dworca       | Dworcowa        |       | stacja kolejowa |
|     |             | kolejowego           |                 |       |                 |
| 11. | Ruszów      | szalety przy dworcu  | Dworcowa        |       | stacja kolejowa |
| 12. | Ruszów      | dom mieszkalny       | Jeleniogórska   | 6     | dom mieszkalny  |
| 13. | Ruszów      | dom mieszkalny       | Jeleniogórska   | 7     | dom mieszkalny  |
| 14. | Ruszów      | dom mieszkalny       | Jeleniogórska   | 10    | dom mieszkalny  |
| 15. | Ruszów      | internat             | Jeleniogórska   |       | inne            |
| 16. | Ruszów      | dom mieszkalny       | Kantowicza      | 1     | dom mieszkalny  |
| 17. | Ruszów      | dom mieszkalny       | Kantowicza      | 2     | dom mieszkalny  |
| 18. | Ruszów      | dom mieszkalny       | Koszarowa       | 1     | dom mieszkalny  |
| 19. | Ruszów      | budynek fabryczny    | Koszarowa       | 2     | przemysłowy     |
| 20. | Ruszów      | dom mieszkalny       | pl. Partyzantów | 3     | dom mieszkalny  |
| 21. | Ruszów      | budynek gospodarczy  | pl. Partyzantów | 3     | gospodarczy     |
| 22. | Ruszów      | budynek gospodarczy  | pl. Partyzantów | 4     | gospodarczy     |
| 23. | Ruszów      | dom mieszkalny       | Ratuszowa       | 1     | dom mieszkalny  |
| 24. | Ruszów      | budynek mieszkalno - | Ratuszowa       | 2     | dom mieszkalny  |
|     |             | gospodarczy, ob.     |                 |       |                 |
|     |             | przedszkole          |                 |       |                 |
| 25. | Ruszów      | dom mieszkalny       | Ratuszowa       | 3-5   | dom mieszkalny  |
| 26. | Ruszów      | dom mieszkalny       | Ratuszowa       | 4-6   | dom mieszkalny  |
| 27. | Ruszów      | dom mieszkalny       | Ratuszowa       | 7-9   | dom mieszkalny  |
| 28. | Ruszów      | dom mieszkalny       | Ratuszowa       | 8-10  | dom mieszkalny  |
| 29. | Ruszów      | dom mieszkalny       | Ratuszowa       | 11-13 | dom mieszkalny  |
| 30. | Ruszów      | dom mieszkalny       | Ratuszowa       | 12-14 | dom mieszkalny  |
| 31. | Ruszów      | dom mieszkalny       | Ratuszowa       | 15-17 | dom mieszkalny  |
| 32. | Ruszów      | budynek mieszkalno - | Ratuszowa       | 16-18 | dom mieszkalny  |
|     |             | gospodarczy          |                 |       |                 |
| 33. | Ruszów      | nastawnia, budka     | Ratuszowa       |       | stacja kolejowa |
|     |             | dróżnicza            |                 |       |                 |
| 34. | Ruszów      | dom mieszkalny       | Sobieskiego     | 1     | dom mieszkalny  |
| 35. | Ruszów      | dom mieszkalny       | Sobieskiego     | 2     | dom mieszkalny  |
| 36. | Ruszów      | dom mieszkalny       | Sobieskiego     | 4     | dom mieszkalny  |

Oraz inne które zostały wypisane w tym dokumencie.

## Religia
Na terenie Ruszowa istnieje Parafia rzymskokatolicka Zmartwychwstania Pańskiego. Proboszcz z tej parafii został zatrzymany przez policję 23 maja 2019 r., a po procesie skazany na 4 lata pozbawienia wolności i 15 lat zakazu pracy z dziećmi za molestowanie seksualne dwóch niepełnosprawnych dziewczynek. Ujawnienie tego molestowania przez jedną z matek spotkało się z ostracyzmem społecznym ze strony religijnych mieszkańców wsi.

## Leśnictwo
Ruszów znajduje się na terenie Borów Dolnośląskich, na terenie pracuje Nadleśnictwo Ruszów, które dba o okoliczną florę i faunę.

## Transport

### Transport kolejowy
Przez Ruszów przebiegają 2 linie kolejowe, z czego tylko jedna jest czynna.
- Węgliniec–Ruszów–Żary–Zielona Góra, od 10 grudnia 2006 roku wznowiono ruch pasażerski na tej linii
- Ruszów–Gozdnica, linia nieczynna od 2005 roku

### Transport drogowy
Z Ruszowa za pomocą komunikacji zapewnianej przez PKS Zgorzelec można dojechać do wielu różnych miejscowości. Są to m.in.
- Zgorzelec
- Żary
- Żagań
- Gozdnica
- Poznań
- Zielona Góra
- Wolsztyn
- Grodzisk Wielkopolski
- Węgliniec
- Pieńsk
- Iłowa

Przez miejscowość przebiegają dwie drogi wojewódzkie DW350 oraz DW296. Niedaleko Ruszowa w Iłowej przebiega autostrada A18.

## Rozrywka
Każdego roku w Ruszowie organizowana jest impreza plenerowa pn. Jagodowe Lato. W latach wcześniejszych impreza nosiła nazwę Sikawa. Podczas tej corocznej imprezy organizowane są mistrzostwa w zbieraniu jagód, występy znanych w Polsce zespołów muzyki rozrywkowej i kabaretów oraz pokazy sprawnościowe straży pożarnej z Polski, Niemiec i Czech. Impreza jest zwykle organizowana na początku lipca.

## Sport
W miejscowości działa Klub Sportowy Victoria Ruszów, którego drużyna występuje obecnie w jeleniogórskiej klasie okręgowej. Do piłkarskich drużyn można zaliczyć również młodzieżowe UKS Mikro i UKS Jastrzębie. Od 2016 roku w Ruszowie funkcjonuje UKS Start Ruszów, zajmujący się między innymi promowaniem sportu wśród dzieci i młodzieży, udziałem w międzyszkolnych zawodach oraz organizowaniem wydarzeń sportowych.

## Współpraca międzynarodowa
Miasta i gminy partnerskie
- Horka  Niemcy
- Hå  Norwegia
- Jezierzany  Ukraina